# Kurt Laurenz Metzler
Kurt Laurenz Metzler (Balgach, 26 januari 1941 – Zürich, 20 december 2024) was een Zwitserse beeldhouwer.

## Leven en werk
Metzler werd geboren in Balgach in het kanton Sankt Gallen en groeide op bij zijn oom de schilder Florian Metzler. Hij studeerde van 1958 tot 1963 aan de Schule für Gestaltung in Zürich. Hij sloot zijn opleiding af als steenbeeldhouwer. In 1964 studeerde hij nog kort in Berlijn en bracht een eerste bezoek aan de Verenigde Staten, waar hij gedurende een jaar bleef wonen in New York. Hij stelde er zijn werk tentoon en maakte kennis met de popartkunstenaars Jim Dine, Larry Rivers en Hans Van de Bovenkamp. Na zijn terugkomst in Zürich volgde hij een lascursus in een smederij en werkte hij onder anderen voor de beeldhouwers Ödon Koch en Silvio Mattioli. In 1976 maakte hij zijn tweede reis naar Amerika en in 1980 vestigde hij een atelier in Tilson (New York). Hij maakte werk en exposeerde in New York en Long Island. In 1989 keerde hij naar Europa terug en vestigde zich in Italië in Siena-Jesa (Toscane). De kunstenaar maakte er een beeldentuin met vijftig sculpturen. Metzler werkt met de materialen marmer, brons, ijzer, aluminium en polyester.
Metzler nam deel aan de Schweizerische Skulpturausstellung van 1970 en 1980 in Biel en in 2000, 2003 en 2006 aan de Triennale der Skulptur in Bad Ragaz en Vaduz. De kunstenaar woont en werkt in Zürich en Siena.
Metzeler overleed op 20 december 2024 op 83-jarige leeftijd.

## Werken in de openbare ruimte (selectie)
- Das Gespräch (1973), Umbergtunnel Zürichsee in Zürich
- Die Züri-Familie (1978), Bahnhofstraße in Zürich
- Mann mit Koffer, Martin-Luther-Platz in Ansbach
- Stadtneurotiker, Ansbach (Ansbacher Skulpturenmeile in 2007)
- Bank (2000/01), Landau in der Pfalz
- Zeitungswand (2003/04), Landau
- Urban People (2009), Orchard Road in Singapore
- Building People[2] (2009), Capital Building in Singapore
- Man on the Bench[3] (2010), Capital Towers Urban Plaza in Singapore

## Fotogalerij

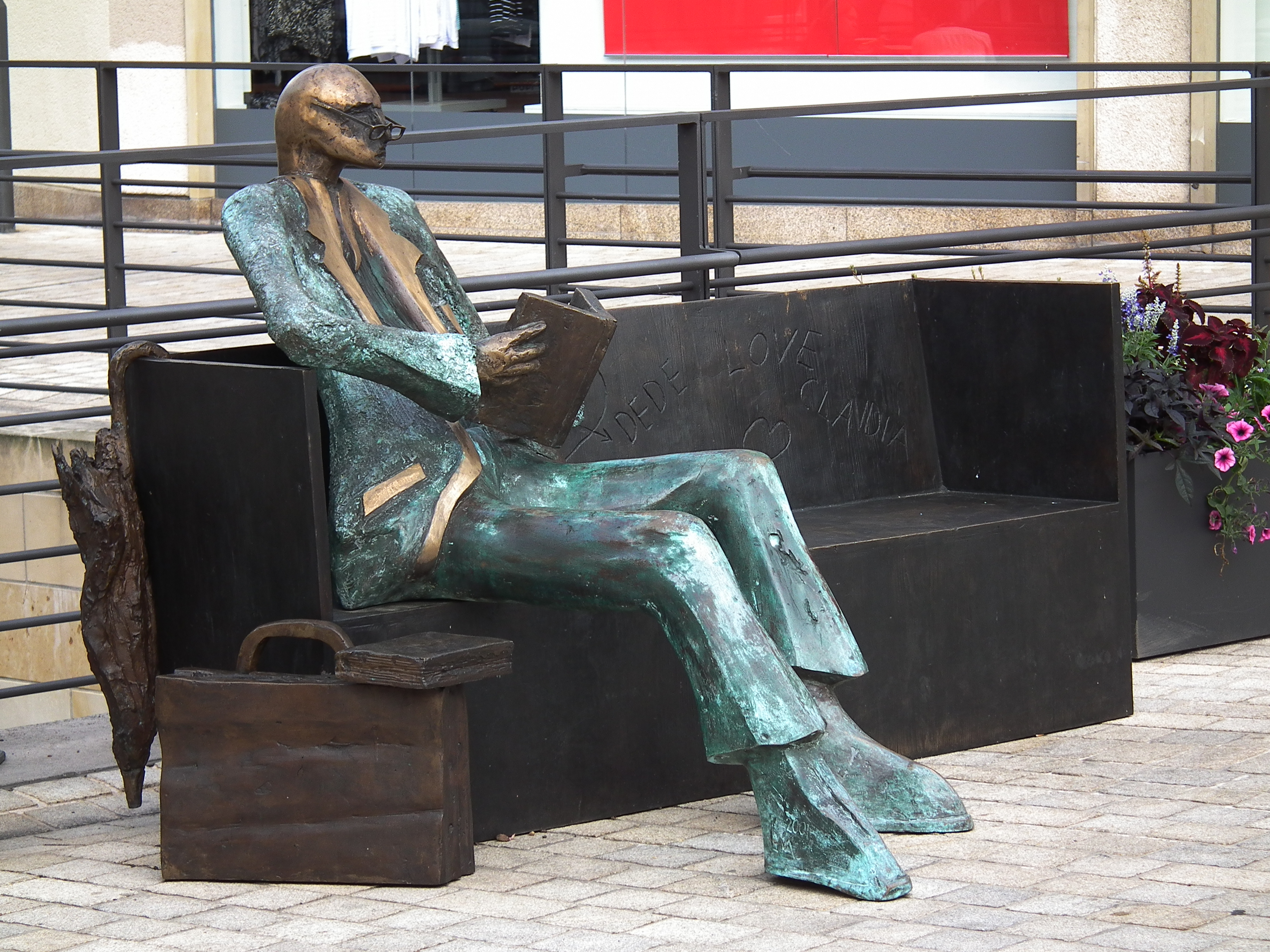
Bank, Landau
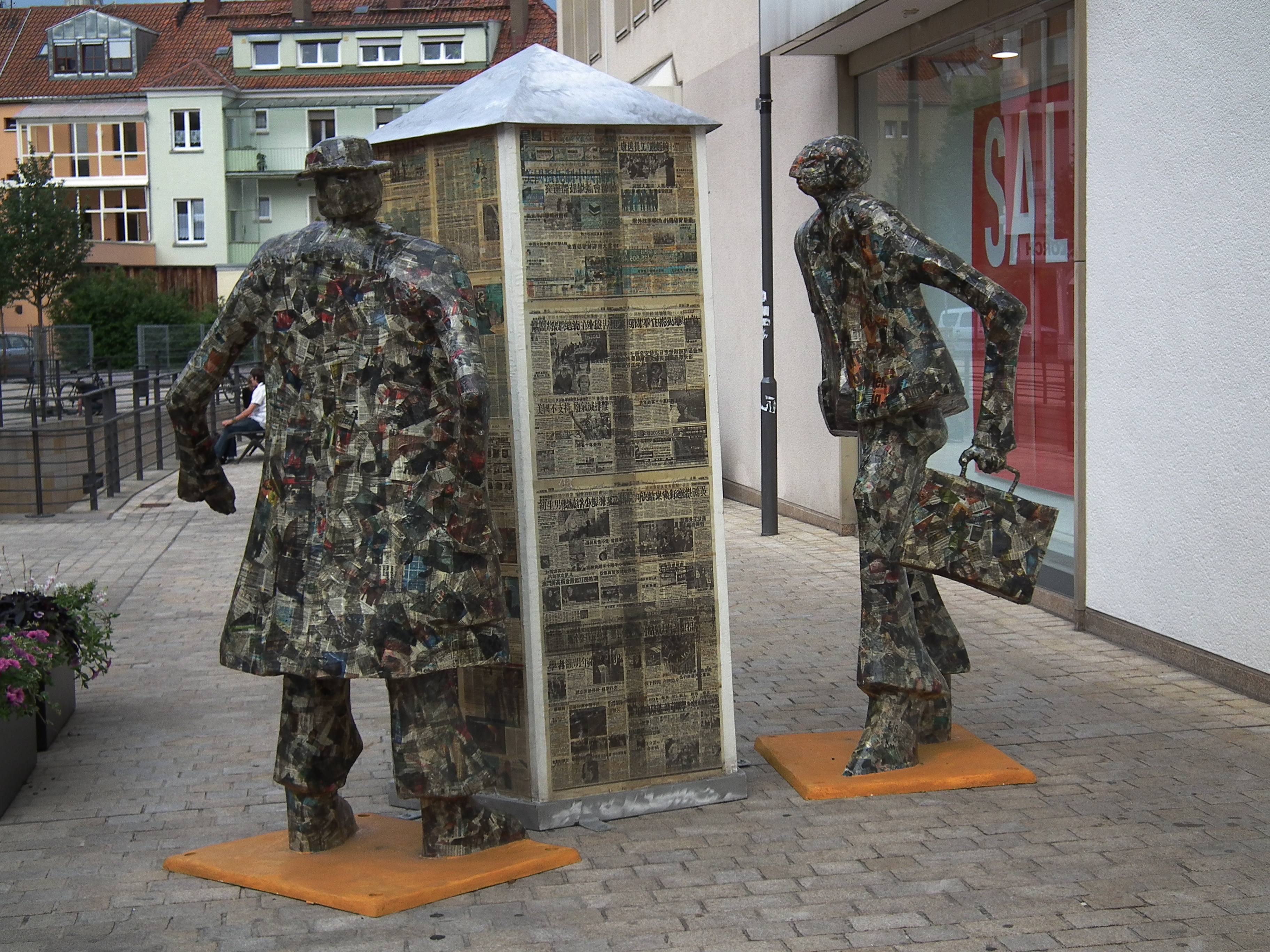
Zeitungswand, Landau
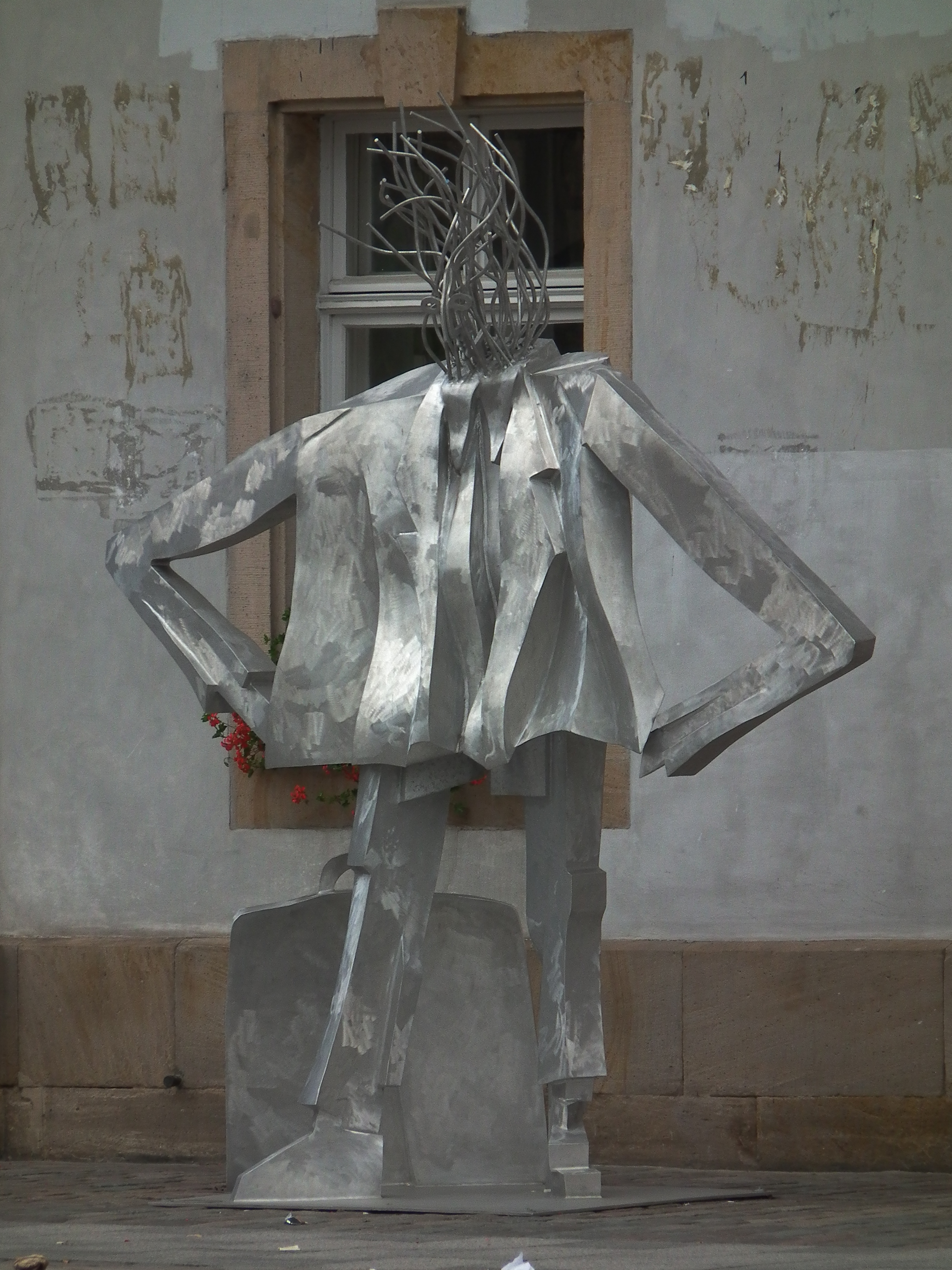
Wirrkopf, Landau
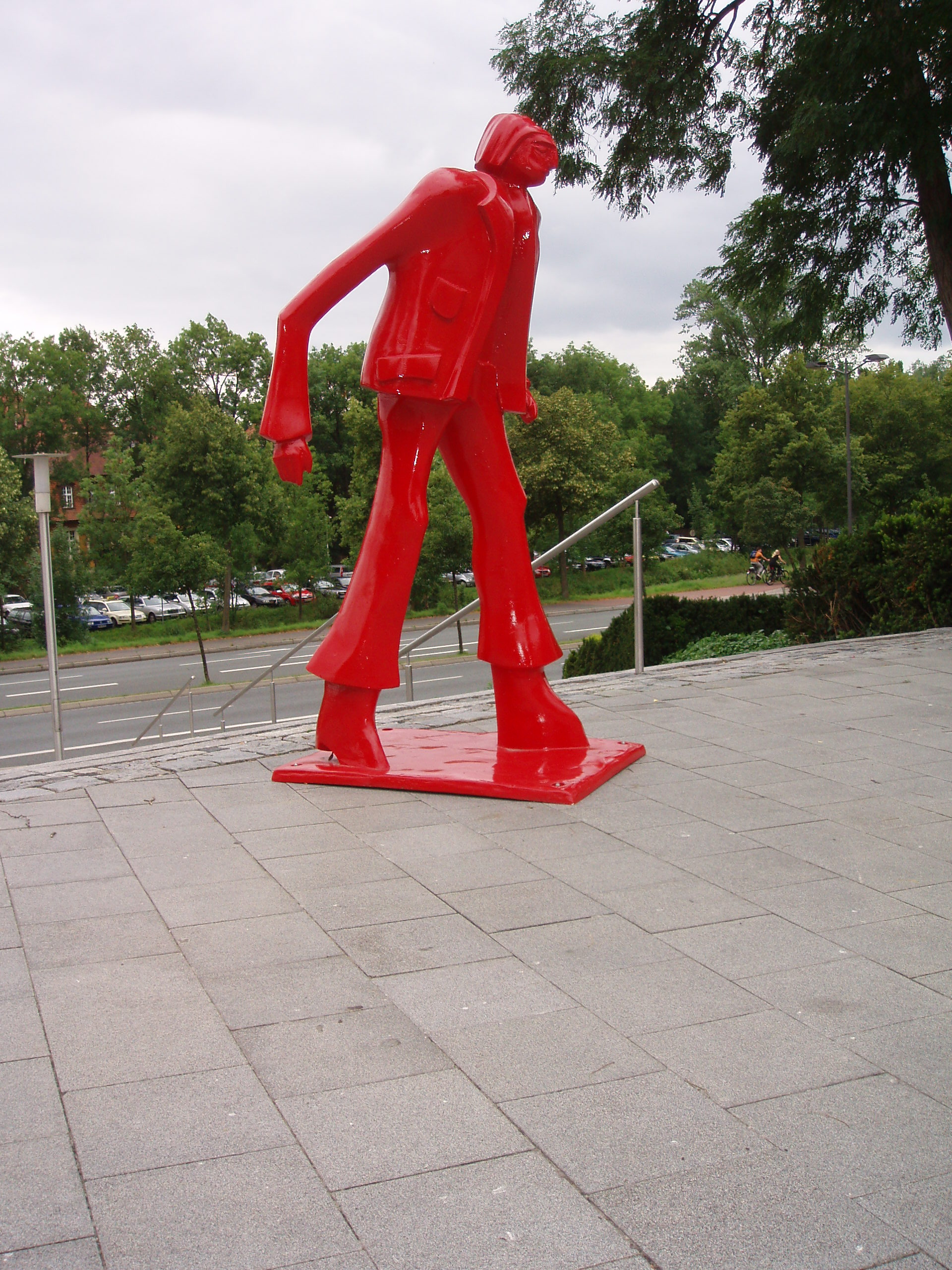
Stadtneurotiker, Ansbach